# Klaus Geyer (Diplomat)
Klaus Geyer ist ein ehemaliger deutscher Diplomat.

## Leben
Nach dem Abitur und einem anschließenden Studium der Rechtswissenschaften an der Freien Universität Berlin sowie zusätzlichen Studienaufenthalten in Paris trat Klaus Geyer 1979 in den Auswärtigen Dienst ein und fand nach Abschluss der Laufbahnprüfung für den höheren Dienst 1981 zunächst Verwendung als Rechts- und Konsularreferent an der Botschaft in Jugoslawien und danach von 1984 bis 1987 im Auswärtigen Amt in Bonn.
Von 1987 bis 1991 war er Mitarbeiter an der Ständigen Vertretung der Bundesrepublik Deutschland bei der Deutschen Demokratischen Republik in Berlin (Ost) sowie im Bundeskanzleramt und zwischen 1991 und 1992 dann wieder im Auswärtigen Amt. Im Anschluss an eine Verwendung an der Botschaft in den Niederlanden von 1992 bis 1995 war er bis 1999 wieder Mitarbeiter im Auswärtigen Amt in Bonn, ehe er daraufhin bis 2002 als Gesandter an der Botschaft im Iran tätig war.
Nach einer abermaligen Tätigkeit im Auswärtigen Amt in Berlin war Geyer zwischen 2006 und 2009 als Nachfolger von Hartmut Blankenstein Botschafter in Oman.
Von 2009 bis 2012 war Klaus Geyer bis zu seinem Eintritt in den Ruhestand Generalkonsul in Montreal.